# Cal·lístenes d'Atenes
Cal·lístenes d'Atenes  (en llatí Callisthenes, en grec antic Καλλισθένης) fou un orador atenenc.
Segons Plutarc, va ser un dels vuit oradors dels que Alexandre el Gran va exigir l'entrega el 335 aC després de la destrucció de Tebes. En aquesta ocasió, Demòstenes va citar la faula del llop, que demanava a les ovelles la rendició dels seus gossos.
Demades, que segons sembla va rebre cinc talents pel servei, va salvar els vuit personatges, però no va poder impedir la mort del general Caridem. Flavi Arrià dona una llista de persones salvades una mica diferent, i ni ell ni Diodor de Sicília mencionen Cal·lístenes.